# Trịnh Công Sơn
Trịnh Công Sơn (* 28. Februar 1939 in Dak Lak; † 1. April 2001) war ein vietnamesischer Komponist, Poet und Maler.
Trịnh Công Sơn gilt neben Văn Cao und Phạm Duy als einer der drei wichtigsten Vertreter des modernen vietnamesischen Chansons. Er komponierte mehr als 600 Lieder und wurde aufgrund seiner Anti-Kriegslieder in den 1960er Jahren auch als der „Bob Dylan Vietnams“ bezeichnet.